# Нандор Хідегкуті (стадіон)
«Нандор Хідегкуті Стадіон» (угор. Hidegkuti Nándor Stadion) — багатофункціональний стадіон у місті Будапешт, Угорщина, домашня арена ФК «МТК».
Стадіон побудований протягом 2015—2016 років та відкритий 13 жовтня 2016 року. 
Арені присвоєно ім'я легендарного угорського футболіста Нандора Хідегкуті.